# Liste der Biografien/Div
Liste der Biografien |
Portal Biografien |
Personensuche
# |
A |
B |
C |
D |
E |
F |
G |
H |
I |
J |
K |
L |
M |
N |
O |
P |
Q |
R |
S |
T |
U |
V |
W |
X |
Y |
Z |
?
 
Da |
Db |
Dc |
Dd |
De |
Dg |
Dh |
Di |
Dj |
Dk |
Dl |
Dm |
Dn |
Do |
Dq |
Dr |
Ds |
Du |
Dv |
Dw |
Dy |
Dz
 
Dia |
Dib |
Dic |
Did |
Die |
Dif |
Dig |
Dih |
Dij |
Dik |
Dil |
Dim |
Din |
Dio |
Dip |
Diq |
Dir |
Dis |
Dit |
Diu |
Div |
Diw |
Dix |
Diy |
Diz
Die Liste der Biografien führt alle Personen auf, die in der deutschsprachigen Wikipedia einen Artikel haben. Dieses ist eine Teilliste mit 65 Einträgen von Personen, deren Namen mit den Buchstaben „Div“ beginnt.

## Div

### Diva
- Diva, Rebeca, chilenische Sängerin
- Divac, Vlade (* 1968), serbischer Basketballspieler und SportfunktionärVlade Divac (* 1968)

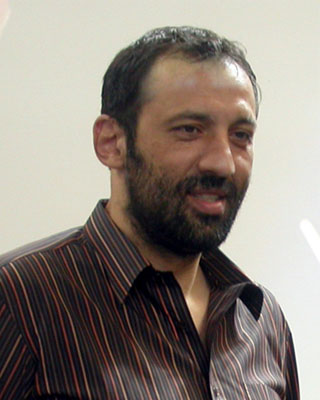
Vlade Divac (* 1968)

- Divakaran, Chandiroor (* 1946), indischer Dichter, Liedtexter und Songschreiber
- Divall, Johann Baptist (1672–1746), italienisch-österreichischer Glockengießer
- Divandari, Ali (* 1957), iranischer Karikaturist, Maler, Grafiker, Bildhauer und Journalist
- Divani, Dertli (* 1962), türkischer Bağlama-Spieler, Sänger und Dichter aus dem anatolischen Raum
- Divani, Lena (* 1955), griechische Schriftstellerin und Historikerin
- Divanović, Zaim (* 2000), montenegrinischer Fußballspieler
- Dívar, Carlos (1941–2017), spanischer Richter
- DiVarco, Joseph Vincent (1911–1986), US-amerikanischer Mobster in Chicago
- Divassón Cilveti, José Ángel (* 1939), spanischer römisch-katholischer Ordensgeistlicher, emeritierter Apostolischer Vikar von Puerto Ayacucho

### Dive
- Dive, Mollie (1913–1997), australische Cricketspielerin und Wissenschaftlerin
- Divéky, József (1887–1951), ungarischer Grafiker und Designer
- Diven, Alexander S. (1809–1896), US-amerikanischer Offizier und Politiker
- Diver, James, US-amerikanischer Radrennfahrer
- Diver, Sinead (* 1977), australische Langstreckenläuferin
- Diverres, Armel Hugh (1914–1998), britischer Romanist
- Divers, Edward (1837–1912), britischer Chemiker
- Diversy, Lothar (1932–1997), deutscher Politiker (CDU) und saarländischer Landtagsabgeordneter
- Divessen, David († 1509), Bürgermeister der Hansestadt Lübeck
- Divessen, David († 1533), Ratsherr der Hansestadt Lübeck

### Divi
- Divić, Petar (* 1975), serbischer Fußballspieler
- Diviciacus, gallischer Herrscher
- Diviciacus, haeduischer Stammesführer und Druide
- Divico, Anführer der helvetischen Tiguriner
- Divila, Ladislav (* 1944), tschechoslowakischer Skispringer
- Divín, Karol (1936–2022), tschechoslowakischer Eiskunstläufer
- DiVincenzo, David (* 1959), US-amerikanischer Physiker
- DiVincenzo, Donte (* 1997), US-amerikanischer Basketballspieler
- Divine (1945–1988), US-amerikanischer Sänger und Drag QueenDivine (1945–1988)

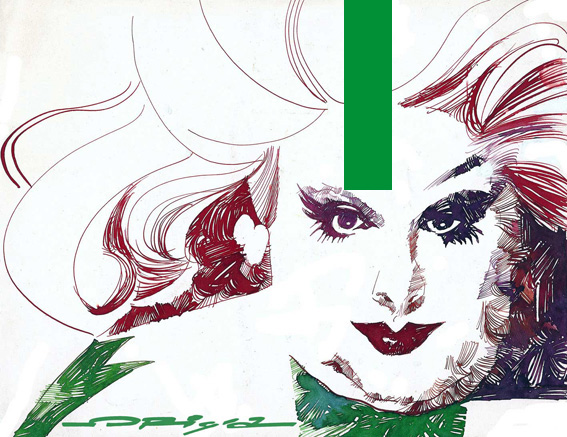
Divine (1945–1988)

- Divine G, US-amerikanischer Autor und Opfer eines Justizirrtums
- Divine, Father († 1965), religiöser afroamerikanischer Führer
- Divine, Mark, US-amerikanischer Unternehmer, Buchautor und ehemaliger Navy Seal
- Divine, Njie (* 1988), kamerunischer Fußballspieler
- Divinity, DJ, deutscher House-DJ und Musikproduzent
- Divinsky, Nathan (1925–2012), kanadischer Mathematiker, Hochschullehrer und Schachmeister
- Divinzenz, Smiley (1971–2021), südafrikanisch-österreichische Gospelsängerin
- Diviš Bořek z Miletínka († 1437), Feldhauptmann der Hussiten in Ost- und Mittelböhmen
- Diviš, Alén (1900–1956), tschechischer Maler und Illustrator
- Diviš, Bohuslav (1942–1976), tschechoslowakischer Mathematiker
- Diviš, Ivan (1924–1999), tschechischer Dichter
- Diviš, Jiří (* 1956), Schweizer Unternehmer und Manager
- Diviš, Lukáš (* 1986), slowakisch-russischer Volleyballspieler
- Diviš, Peter (* 1978), slowakischer Volleyballspieler
- Diviš, Prokop (1698–1765), tschechischer Priester, Gelehrter, Naturphilosoph und Erfinder
- Divis, Raimund (* 1978), österreichischer Eishockeyspieler
- Divis, Reinhard (* 1975), österreichischer EishockeytorwartReinhard Divis (* 1975)

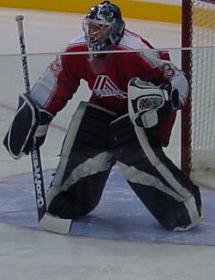
Reinhard Divis (* 1975)

- Divíšek, Tomáš (* 1979), tschechischer Eishockeyspieler
- Divíšková, Nina (1936–2021), tschechische Schauspielerin
- Divišová, Petra (* 1984), tschechische Fußballspielerin
- Divitis, Antonius, franco-flämischer Komponist und Sänger der Renaissance
- DiVito, Harry (1924–2006), US-amerikanischer Jazzposaunist

### Divj
- Divjak, Blaženka (* 1967), kroatische Politikerin, Wissenschaftlerin und Professorin der Naturwissenschaften
- Divjak, Johannes (* 1943), österreichischer Klassischer Philologe
- Divjak, Jovan (1937–2021), bosnischer General
- Divjak, Paul (* 1970), österreichischer Schriftsteller und Künstler
- Divjak, Ratko (* 1947), jugoslawischer bzw. slowenischer Fusion- und Jazzmusiker (Schlagzeug)

### Divk
- Divković, Matija (1563–1631), bosnischer Franziskaner

### Divo
- Divo, Albert (1895–1966), französischer Automobilrennfahrer
- Divoff, Andrew (* 1955), venezolanischer SchauspielerAndrew Divoff (* 1955)

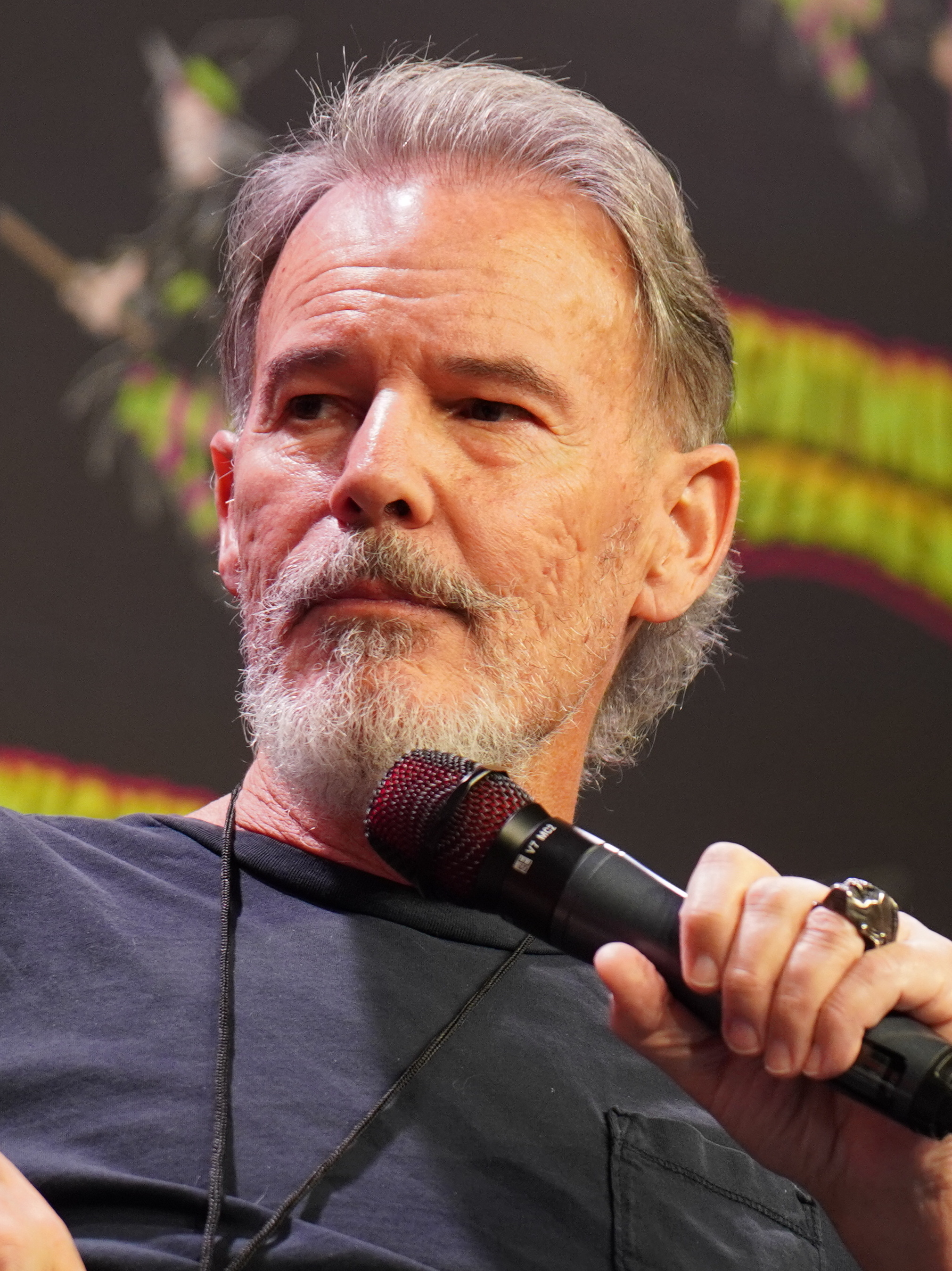
Andrew Divoff (* 1955)

- Divora, Riccardo (1908–1951), italienischer Ruderer
- Divoux, Aziliz (* 1995), belgische Volleyballspielerin

### Divr
- Divry, Sophie (* 1979), französische Schriftstellerin

### Divy
- Divya, S. B., Ingenieurin und Autorin
- Divyabhanusinh (* 1941), indischer Unternehmensverwalter, Wildtierexperte, Naturschützer, Naturforscher und Autor